# Joel Kinnaman
Pour les articles homonymes, voir Kinnaman.
Joel Kinnaman est un acteur suédo-américain, né le 25 novembre 1979, à Stockholm.
Après des débuts remarqués, en Suède, il perce progressivement et se fait connaître par le rôle de Johan Westlund dans le thriller Easy Money (2010), qui lui vaut le Guldbagge Award du meilleur acteur et sa suite Easy Money : La Cité des égarés (2012).
Parallèlement, il convainc, à la télévision, dans le rôle principal de la série télévisée dramatique et policière, The Killing (2011-2014). Vient ensuite son interprétation du héros du film d'action RoboCop (2014) ainsi qu'un rôle récurrent dans la série acclamée House of Cards (2016).
Il accède à la notoriété internationale, grâce à son rôle de Rick Flag dans le blockbuster de super-vilains Suicide Squad (2016) qui lui permet de rejoindre la distribution principale de séries télévisées comme Altered Carbon (2018) et Hanna (2019).

## Biographie

### Jeunesse et formation
Il possède la double nationalité suédoise et américaine. En effet, sa mère, Bite, est une thérapeute suédoise d'origine juive ukrainienne,, et son père, Steuve Kinnaman, est un soldat venant du Midwest américain qui a quitté les États-Unis dans les années 1950 pour émigrer en Suède.
Il est le demi-frère de l'actrice Melinda Kinnaman et a quatre autres sœurs. Il a des origines allemandes, anglaises, écossaises et irlandaises.
Durant ses études, il intègre une école publique anglaise. Au lycée, il part au Texas pendant un an, sur ordre de ses parents et y parfait son anglais. Il intègre ensuite une école académique suédoise en art dramatique, à Malmö, lieu de prédilection pour des acteurs tels que Stellan Skarsgård et Lena Olin.

### Débuts et révélation en Suède
Il commence sa carrière, très jeune, en Suède, en 1990, avec la série télévisée dramatique Storstad, durant trois saisons et 22 épisodes il interprète le jeune Felix Lundström. C'est grâce à sa sœur qui sortait avec l'un des réalisateurs de la série qu'il a décroché ce rôle avant de finalement prendre la décision d'arrêter sa jeune carrière.
Il ne reprend le chemin des plateaux qu'en 2002, où il enchaîne les longs-métrages et les apparitions dans des séries télévisées. C'est le thriller fantastique suédois Den Osynlige qui signe son retour. Ce long métrage raconte l'histoire d'un adolescent qui a été assassiné et qui revient sur Terre pour assouvir sa vengeance.
En 2003, il enchaîne et interprète un skinhead dans le drame Hannah med H. Il poursuit sa lancée et alterne, en 2005, entre comédie musicale avec God save the king d'Ulf Malmros, qui lui permet d'attirer l'attention des médias suédois et retourne au genre fantastique pour le film plébiscité par la critique, Storm de Måns Mårlind.
En 2008, il joue un second rôle dans le film d'action Arn, le royaume au bout du chemin, suite de Arn, chevalier du Temple. Mais c'est réellement, l'année d'après, grâce à son rôle dans la série de téléfilms policiers, Johan Falk, qu'il doit sa célébrité en Suède,,.

### Percée à Hollywood

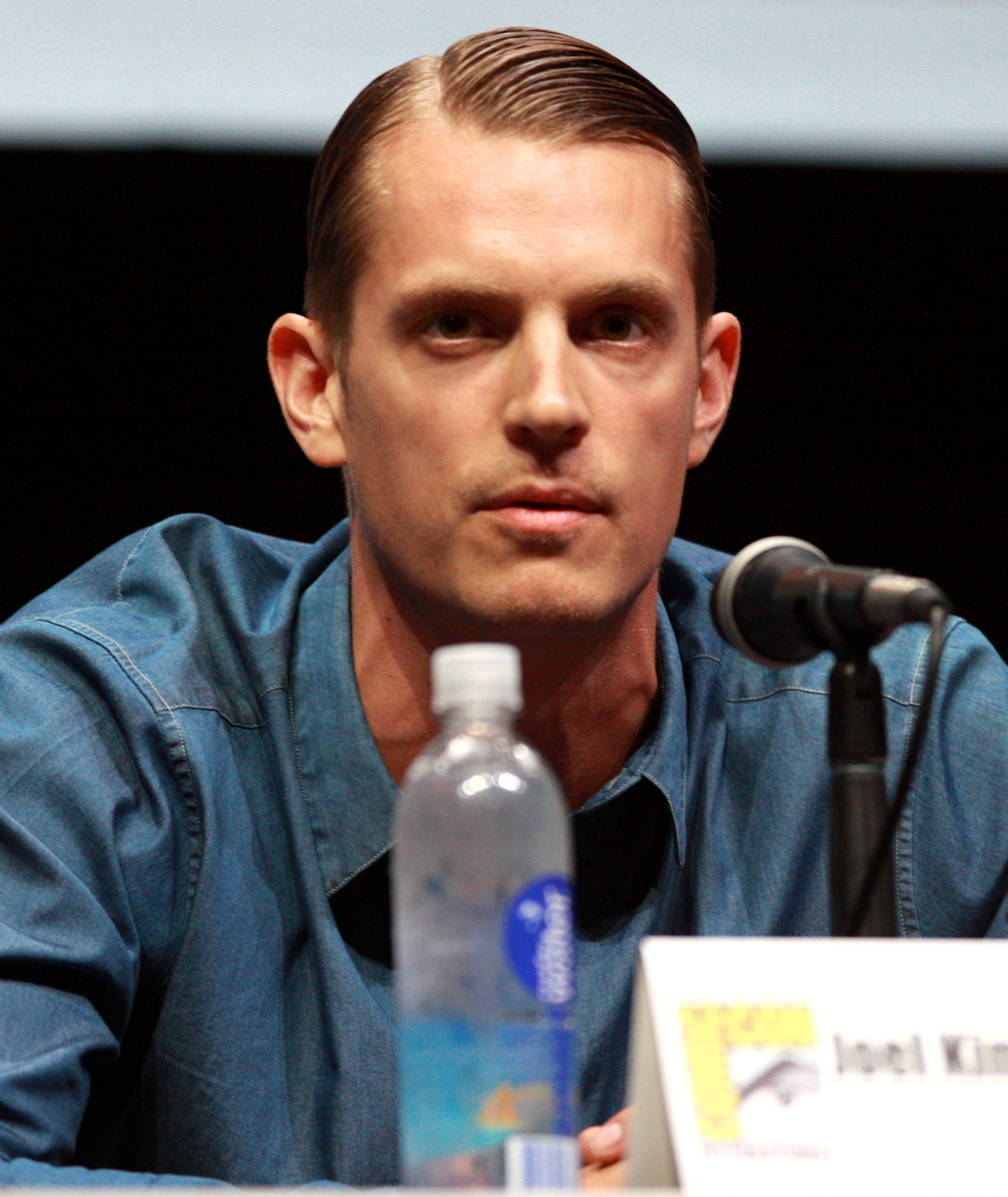
Lors de l'édition 2013 de la Comic-Con de San Diego.

En 2010, le cinéaste Daniel Espinosa le dirige dans le film d'action Easy Money, qui s'exporte bien à l'international, et notamment aux États-Unis. Ce rôle assoit sa réputation de valeur montante et lui permet de s'exporter en Amérique. C'est aussi l'un des longs métrages suédois les plus rentables.
À la suite de ce succès, Kinnaman se trouve un manager et un agent et déménage à Los Angeles, il va notamment passer les auditions pour des productions d'envergure comme Thor et Mad Max: Fury Road.
Dès 2011, il enchaîne les engagements : il fait partie de la distribution principale du thriller de science-fiction The Darkest Hour, de Chris Gorak ; tient un petit rôle dans le thriller Millénium : Les Hommes qui n'aimaient pas les femmes réalisé par David Fincher ; et décroche surtout le rôle principal masculin de l'inspecteur Holder dans l'adaptation américaine de la série danoise Forbrydelsen, intitulée The Killing, apportant une touche personnelle notamment avec ses "holderisms", son humour ou ses répliques décalées. La série est saluée par la critique et se conclut en 2014 au terme de quatre saisons et 44 épisodes.
Parallèlement, il progresse au cinéma : Daniel Espinosa lui confie un petit rôle dans son essai américain, le thriller d'action Sécurité rapprochée face à Denzel Washington et Ryan Reynolds et il continue à tourner en Suède : d'abord pour retrouver la série de téléfilms Johan Falk, et dans deux suites à Easy Money, Easy Money : La Cité des égarés, cette fois sous la direction de Babak Najafi, et sorties entre 2012 et 2013. Il s'essaie également à la comédie romantique pour Lola Versus avec Greta Gerwig.

### Révélation internationale

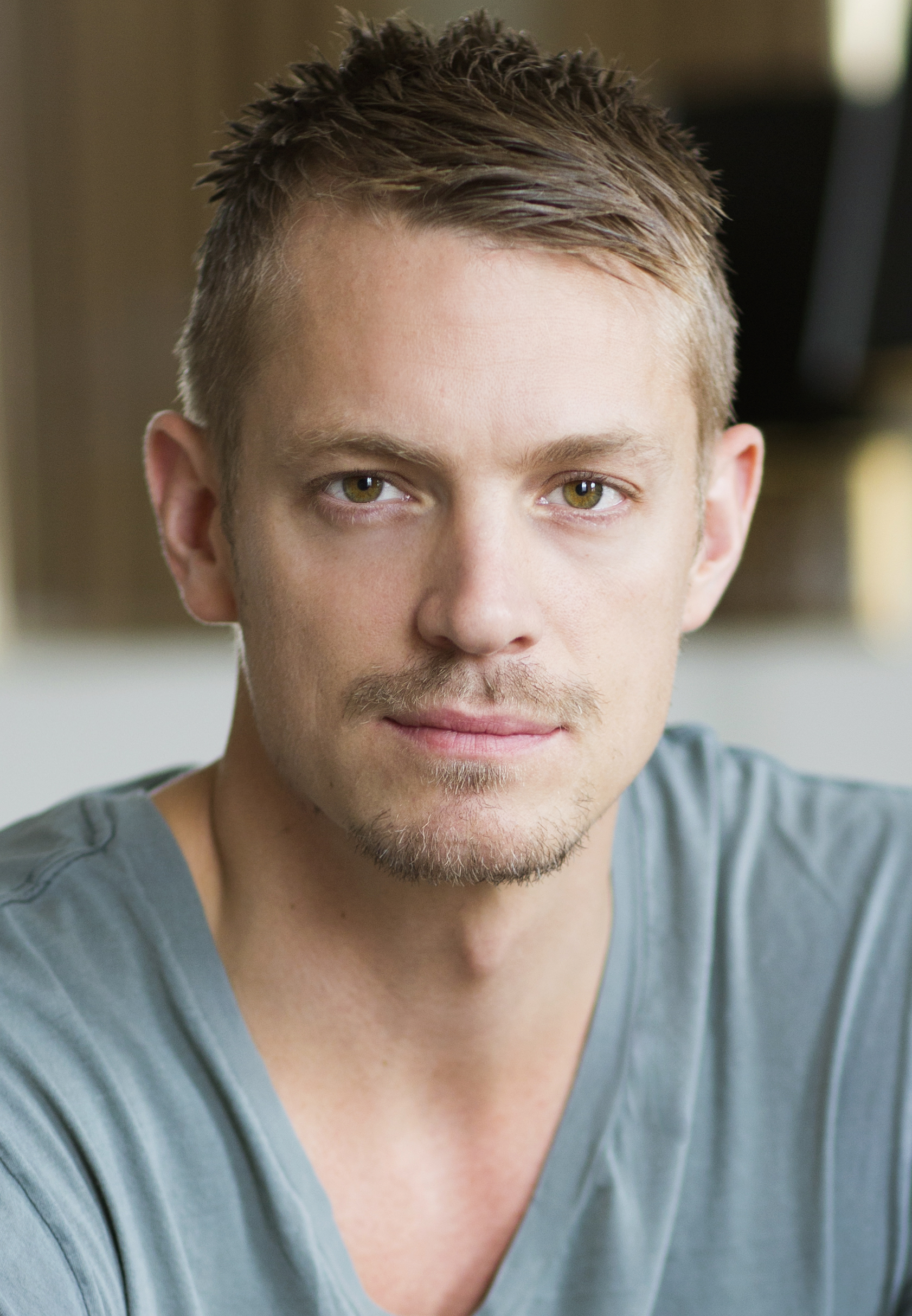
En juillet 2014.

En 2014, il se voit confier le rôle convoité de Alex Murphy/RoboCop dans le reboot RoboCop, réalisé par José Padilha. Le blockbuster fonctionne commercialement de façon modérée et ne convainc que moyennement la critique, compromettant les projets de suite, mais il lui permet tout de même d'accroître sa notoriété.
En 2015, il reste dans le registre du film musclé : d'abord en évoluant aux côtés de Liam Neeson dans le film d'action Night Run, de Jaume Collet-Serra, en intégrant la distribution chorale du thriller Enfant 44, seconde réalisation américaine de Daniel Espinosa, puis en étant dirigé par Terrence Malick à l'occasion de quelques scènes de son drame expérimental Knight of Cups.
Mais c'est l'année 2016 qui lui permet de revenir vers des rôles plus exposés : d'abord en figurant au casting de la série House of cards (pour les saisons 4 et 5), dans le rôle de William Conway, le candidat du Parti républicain à l'élection présidentielle. Puis en faisant partie des acteurs choisis pour mener le blockbuster Suicide Squad. Il y prête ses traits à Rick Flag, sous la direction de David Ayer. Le film divise la critique mais rencontre le succès au box-office.

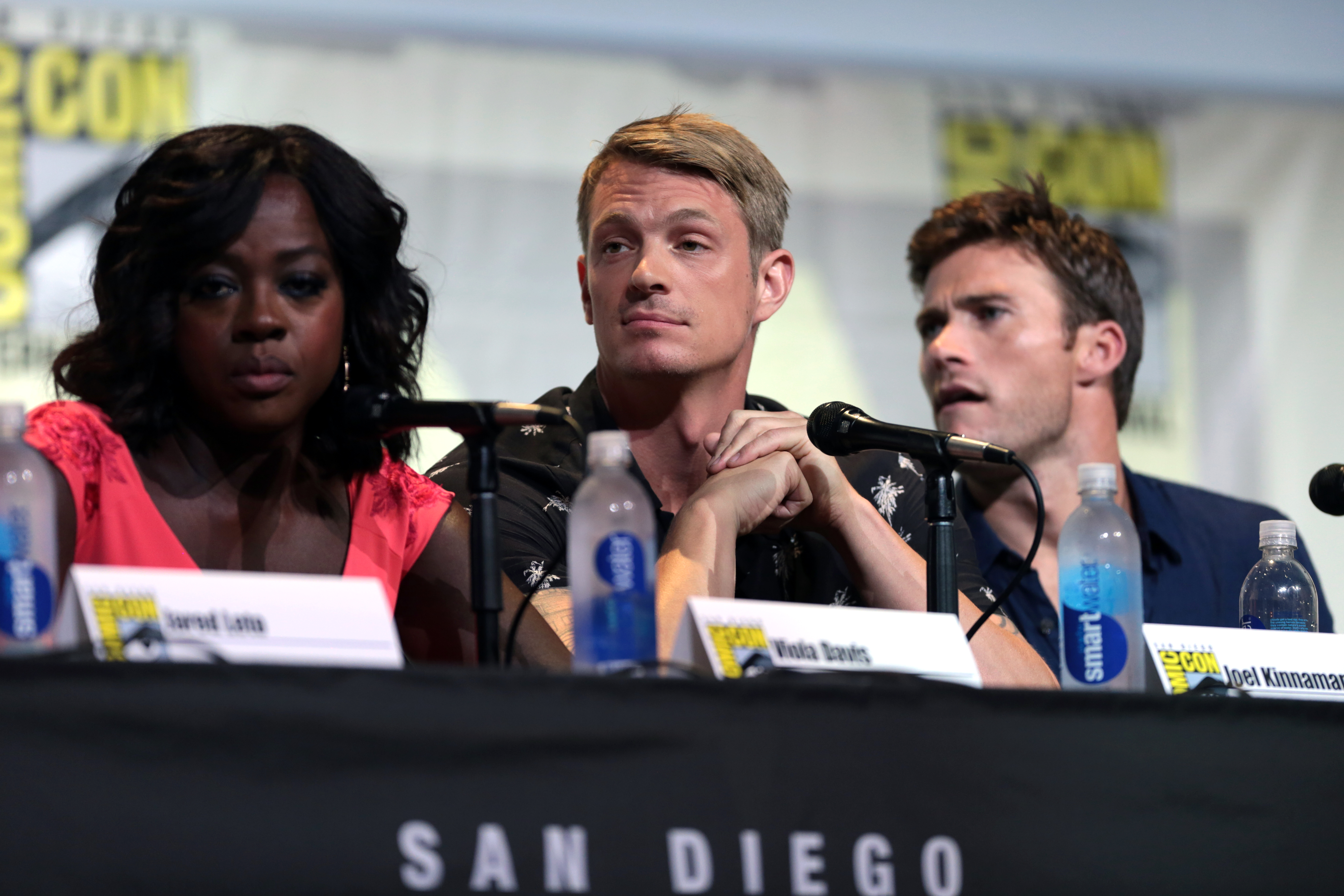
Pour la promotion de Suicide Squad, en 2016, lors de la Comic-Con de San Diego.

Il est ensuite choisi par Netflix pour interpréter le rôle de Takeshi Kovacs, héros de la série télévisée de science-fiction, Altered Carbon inspirée du roman homonyme, dont la diffusion débute en 2018. La même année, il participe au thriller dramatique de l'italien Andrea Di Stefano, The Informer, dans lequel il incarne le premier rôle secondé des actrices Rosamund Pike et Ana de Armas. Toujours la même année, lors du Festival de Cannes, il annonce que son prochain projet s'appelle The Horse Boy où il sera dirigé par le réalisateur israélien Ari Folman et où il aura pour partenaire Léa Seydoux.
En début d'année 2018, il met en ligne une photo de lui en train de travailler avec Jai Courtney, co-vedette de Suicide Squad ainsi que Jay Hernández, relançant les spéculations autour d'un potentiel Suicide Squad 2. Son retour est confirmé dès l'année suivante.
Bien qu'Altered Carbon soit renouvelée pour une seconde saison, l'acteur surprend en se retirant du projet (il est alors remplacé par Anthony Mackie), pour tenir l'un des rôles principaux d'une série développée par Prime Video, Hanna, un reboot télévisuel du film homonyme de Joe Wright, sorti en 2011. La série est rapidement renouvelée pour une seconde saison.
2019 toujours, absent du grand écran depuis quelques années, il fait son retour en étant l'une des vedettes du thriller The Informer réalisé par l'acteur italien Andrea Di Stefano, partageant l'affiche aux côtés de Rosamund Pike, Clive Owen, Common et Ana de Armas.
Puis, il s'installe sur le petit écran en étant l'un des acteurs principaux de For All Mankind. Un programme diffusé sur la plateforme de streaming Apple TV+ à partir de novembre 2019. L'histoire se déroule dans une uchronie dans laquelle l'Union Soviétique a posé le pied sur la Lune avant les États-Unis et où la course à l'espace se poursuit,. La série a été renouvelée une première fois pour une deuxième saison puis pour les saisons 3 et 4 et 5.

### Vie privée
En 2012, il est en couple avec l'actrice américaine Olivia Munn. Mais ils se séparent en janvier 2014.
Depuis 2015, il est en couple avec Cleo Wattenström, une artiste-tatoueuse suédoise. En avril 2016, Joel Kinnaman annonce lors d'une émission télé qu'ils se sont mariés. Ils ont divorcé en 2018.
Il vit actuellement en couple avec Kelly Gale, mannequin australo-suédois. Sa compagne annonce leurs fiançailles à Hawaï en janvier 2021. En septembre 2024, ils se marient lors d'une cérémonie privée dans le désert du Nevada.
Il a failli devenir militaire. À l'époque, en Suède, tous les hommes devaient passer des tests militaires et l'acteur est alors à deux doigts de s'engager dans cette voie. Après avoir réussi les tests avec succès, il prend finalement la décision de passer son tour et devient serveur en Norvège puis se tourne vers la comédie.
Il est fan de l'équipe de football suédoise Hammarby IF.

## Filmographie

### Cinéma

#### Courts métrages
- 2006 : Chiuhuahua de Christian Rinmad : Wille
- 2008 : Kompissnack de Shahriyar Latifzadeh : Jocke

#### Longs métrages
- 2002 : Den Osynlige de Joel Bergvall et Simon Sandquist : Kalle
- 2003 : Hannah med H de Christina Olofson : Andreas
- 2005 : Tjenare kungen de Ulf Malmros : Dickan
- 2005 : Storm de Måns Mårlind et Björn Stein : Bartender
- 2008 : Arn, le royaume au bout du chemin (Arn: Riket vid vägens slut) de Peter Flinth : Sverker Karlsson
- 2009 : I skuggan av värmen de Beata Gardeler : Erik
- 2009 : Simon & Malou de Theis Molstrom Christensen : Stefan
- 2010 : Easy Money (Snabba Cash) de Daniel Espinosa : Johan Westlund
- 2011 : Millénium : Les Hommes qui n'aimaient pas les femmes (The Girl with the Dragon Tattoo) de David Fincher : Christer Malm
- 2011 : The Darkest Hour de Chris Gorak : Skyler
- 2012 : Sécurité rapprochée (Safe House) de Daniel Espinosa : Keller
- 2012 : Lola Versus de Daryl Wein (en) : Luke
- 2012 : Easy Money : La Cité des égarés (Snabba Cash 2) de Babak Najafi : Johan Westlund
- 2013 : Easy Money : Le Dernier Souffle de Jens Jonsson : JW
- 2014 : RoboCop de José Padilha : Alex Murphy/RoboCop
- 2015 : Knight of Cups de Terrence Malick : Errol
- 2015 : Night Run (Run All Night) de Jaume Collet-Serra : Mike Conlon
- 2015 : Enfant 44 (Child 44) de Daniel Espinosa : Wasilij Nikitin
- 2016 : Suicide Squad de David Ayer : colonel Rick Flag
- 2016 : Escapade fatale (Edge of Winter) de Rob Connolly : Elliot Baker
- 2019 : The Informer d'Andrea Di Stefano : Pete Koslow
- 2020 : Sons of Philadelphia (The Sound of Philadelphia) de Jérémie Guez : Michael
- 2020 : The Secrets We Keep de Yuval Adler : Thomas Stowe
- 2021 : The Suicide Squad de James Gunn : colonel Rick Flag
- 2023 : Sympathy for the Devil de Yuval Adler : Le conducteur
- 2023 : Silent Night de John Woo : Godlock
- 2024 : The Silent Hour de Brad Anderson : Frank Shaw

### Télévision

#### Téléfilms
- 2009 : Johan Falk : Frank Wagner (6 téléfilms)
- 2012 : Johan Falk : Frank Wagner (5 téléfilms)

#### Séries télévisées
- 1990-1991 : Storstad : Felix Lundström (rôle récurrent - 22 épisodes)
- 2006 : Vinnarskallar : Gurra (projet non retenu)
- 2008 : Andra Avenyn : Gustav (2 épisodes)
- 2009 : 183 dagar : Byron (saison 1, 3 épisodes)
- 2010 : Arn : Sverker Karlsson (saison 1, épisode 6)
- 2011-2014 : The Killing : Stephen Holder (rôle principal - 44 épisodes)
- 2016-2017 : House of cards (série Netflix): Will Conway (rôle récurrent, saison 4 et 5 - 15 épisodes)
- 2018 : Altered Carbon (série Netflix): Takeshi Kovacs (rôle principal - saison 1, 10 épisodes)
- 2019 : Hanna (série Prime Video): Erik Heller (rôle principal - 8 épisodes)
- Depuis 2019 : For All Mankind (série AppleTV+ ): Ed Baldwin (rôle principal - 4 saisons - 40 épisodes)

## Distinctions
Sauf indication contraire ou complémentaire, les informations mentionnées dans cette section proviennent de la base de données IMDb

### Récompenses
- Prix Guldbagge 2011 : meilleur acteur dans Easy Money

### Nominations
- Prix Guldbagge 2010 : meilleur acteur dans un second rôle pour Johan Falk
- 38e cérémonie des Saturn Awards 2012 : meilleur acteur de télévision dans un second rôle pour The Killing

## Voix françaises
| - Ludovic Baugin dans : - The Killing (série télévisée) - Escapade fatale - Hanna (série télévisée) - Thibaut Lacour dans : - Night Run - Enfant 44 - Jean-Pierre Michaël dans : - The Darkest Hour - RoboCop - Gilduin Tissier dans : - Suicide Squad - The Suicide Squad | - Thibaut Belfodil dans : - Altered Carbon (série télévisée) - The Informer Et aussi - Benjamin Penamaria dans Sécurité rapprochée - Nicholas Matthys dans Lola Versus - Damien Boisseau dans House of Cards (série télévisée) - Jérémie Covillault dans For All Mankind (série télévisée) - Sacha Petronijevic dans The Secrets We Keep - Marc Arnaud dans En analyse (série télévisée) - Laurent Bonnet dans Sons of Philadelphia |